# Friedrich Badenheuer
Friedrich Badenheuer (* 15. Februar 1902; † 30. November 1965 in Hohenaschau im Chiemgau) war ein deutscher Metallurg.

## Leben
Badenheuer studierte Eisenhüttenkunde an der RWTH Aachen. Dort wurde er 1927 mit seiner Dissertation Der Einfluß der Kokille und der Desoxydation auf die Kristallisation ruhig erstarrender Blöcke zum Dr. Ing. promoviert. Die Arbeit erschien 1928 als Bericht des Stahlwerksausschusses des Vereins Deutscher Eisenhüttenleute (VDEh) Nr. 148 in Stahl u. Eisen Band 48. Viel Beachtung fanden seine Untersuchungen zur Entstehung von Schattenstreifen an großen Schmiedestücken.
Nach der Promotion trat Badenheuer seine erste Stelle in der Friedrich Krupp AG in Essen an. 1935 wurde ihm dort die Leitung aller Siemens-Martin- und Elektrostahlwerke übertragen. 1937 übernahm er auch die Leitung des Hochofenwerkes sowie die Leitung aller Stahlwerke, Gießereien, Walz-, Schmiede- und Vergütungsbetriebe und der Steinfabriken mit Ernennung zum Direktor der Firma Friedrich Krupp.
Bekannt sind Badenheuers Untersuchungen der Rückgewinnung von leicht verschlackbaren Legierungselementen im Lichtbogenofen und Siemens-Martin-Ofen. Im Elektrostahlwerksausschuss des VDEH beteiligte er sich insbesondere an der Normungsarbeit. Dank seiner Entwicklungsarbeit konnten flockenfreie Schmiedestücke bis zu 250 t hergestellt werden.
1946–1948 war Badenheuer Vorstandsmitglied des Bochumer Vereins für Bergbau und Gußstahlfabrikation (BVG). 1958 übernahm er als Vorstandsmitglied die Leitung der  Rheinstahl Eisenwerke Gelsenkirchen.